# ديروكوتيد

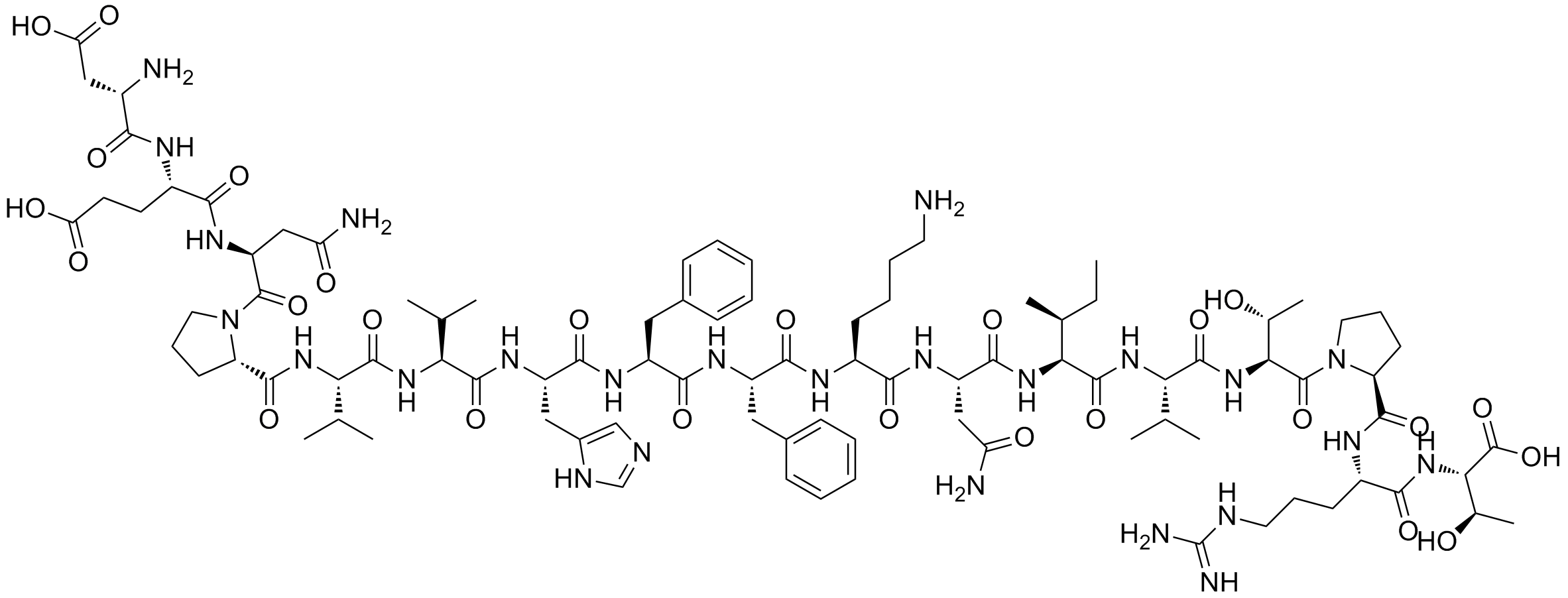

قام بتطويره عقار ديروكوتيد (المعروف أيضا باسم MBP8298) باحثان بجامعة ألبرتا (University of Alberta) لعلاج التصلب اللويحي (MS). ديروكوتيد هو الببتيد الاصطناعي الذي يتكون من 17 حمضًا من الأحماض الأمينية المتصلة في تسلسل مطابق للتسلسل الخاص بنسبة بروتين المايلين الأساسي الموجود لدى الإنسان. وتسلسل هذه الأحماض الأمينية السبعة عشرة هو
- H2N-Asp-Glu-Asn-Pro-Val-Val-His-Phe-Phe-Lys-Asn-Ile-Val-Thr-Pro-Arg-Thr-OH

## البحوث
أظهرت نتائج المرحلة الثانية ومحاولات المتابعة طويلة المدى أن عقار ديروكوتيد يؤخر بشكلٍ آمن متوسط الوقت اللازم لتقدم المرض لمدة خمس سنوات في مرضى التصلب المتعدد أصحاب الحالات المتقدمة الذين لديهم جينات الاستجابة المناعية HLA-DR2 أو HLA-DR4. ويظهر أنه ليس مؤثرًا مع المرضى أصحاب الجينات الأخرى المتنوعة.
تم ترخيص العقار حصريًا بواسطة مؤسسة بيومس الطبية (BioMS Medical Corp)، وهي شركة تكنولوجيا حيوية مقرها كندا. تلقت بيومس الطبية ترخيصًا من إدارة الغذاء والدواء (FDA) للبدء في التجربة الطبية للمرحلة الثالثة، تسمى MAESTRO 3، من أجل مرضى التصلب المتعدد الثانوي أصحاب الحالات المتقدمة في يناير 2007. ويتم الآن تنفيذ تجربة طبية إضافية للمرحلة الثالثة لإنتاج عقار ديروكوتيد، MAESTRO-01، في كندا وأوروبا. وفي سبتمبر 2008، تم تقديم الدواء لبرنامج FDA للمسار السريع للموافقة عليه.
فشلت تجربة المرحلة الثانية لعقار ديروكوتيد كعلاجٍ محتمل للانتكاس المتحول للتصلب المتعدد (RRMS)، MINDSET-01، في تحقيق هدفه الأساسي والمتمثل في انخفاض معدل الانتكاس. ولم يقلل العقار كذلك من ظهور آفاتٍ جديدة في التصوير بالرنين المغناطيسي (MRI). إلا أنه قلل من تقدم مقياس حالة الإعاقة الموسعة (EDSS) ومقياس الوظيفة المركبة للتصلب اللويحي(MSFC). تجارب المرحلة الثالثة الآن مستمرة مع انخفاض تقدم مقياس حالة الإعاقة الموسعة أو مقياس الوظيفة المركبة للتصلب اللويحي كأهدافٍ أولية.
وافقت بيومس الطبية على مشاركة تطوير عقار ديروكوتيد مع إيلي لِيلي وشركاه (Eli Lilly and Company)، التي تلقت حقوقًا عالميةً حصرية للبحث والتطوير المستقبليين، وتصنيع وتسويق المركبات.

## آلية العمل
ويظهر أن الخلايا التائية المُنتِجة للمستقبلات التي تتعرف على أجزاء بروتين المايلين الأساسي (MBP) والتي تقدمها جزيئات معقد التوافق النسيجي الكبير (MHC) الخاص بالخلايا المقدمة للمستضدات تلعب دورًا في التسبب في مرض التصلب اللويحي. ويقمع الاستخدام المتكرر للديروكوتيد (في الوريد، كل ستة أشهر) الاستجابة المناعية ضد أجزاء بروتين المايلين الأساسي..

## حالة التطوير
وفي 27 يوليو 2009، صدر بيان مفاده " أن شركة بيومس الطبية (TSX: MS) أعلنت اليوم أن عقار الديروكوتيد لم يحقق الهدف الأولي المتمثل في تأخير تقدم المرض، وذلك تبعًا لما تم قياسه بواسطة مقياس موسع حالة الإعاقة (EDSS)، في خلال عامين من تجربة المرحلة الثالثة MAESTRO-01 على مرضى التصلب اللويحي الثانوى المتقدم (SPMS). وبالإضافة إلى ذلك، فإنه لا يوجد فرق إحصائي ملحوظ بين الديروكوتيد والعلاج البديل فيما يختص بالأهداف الثانوية للدراسة"، مما يعني أن تجارب MAESTRO-02 وMAESTRO-03 قد تم إيقافها.